# Слобода (Бурятия)
Слобода́ — село в Бичурском районе Бурятии. Входит в сельское поселение «Посельское».

## География
Расположено на левом берегу реки Хилок, напротив центра сельского поселения, села Поселье, находящегося на правом берегу, в 26 км к востоку от районного центра, села Бичура, на республиканской автодороге 03К-005 Малый Куналей — Узкий Луг — граница с Забайкальским краем.

## Население
| 2002 | 2010 |
| ---- | ---- |
| 528  | ↗556 |